# Mezná (Vysočina)
Mezná é uma comuna checa localizada na região de Vysočina, distrito de Pelhřimov.